# Шихо Онодера
Шихо Онодера (јап. 小野寺 志保; 18. новембар 1973) бивша је јапанска фудбалерка.

## Репрезентација
За репрезентацију Јапана дебитовала је 1995. године. Са репрезентацијом Јапана наступала је на два Олимпијским играма (1996. и 2004) и три Светска првенства (1995, 1999. и 2003). За тај тим одиграла је 23 утакмице.

## Статистика
| Јапан  | Јапан | Јапан |
| Год.   | Ута.  | Гол.  |
| ------ | ----- | ----- |
| 1995   | 4     | 0     |
| 1996   | 4     | 0     |
| 1997   | 0     | 0     |
| 1998   | 2     | 0     |
| 1999   | 1     | 0     |
| 2000   | 2     | 0     |
| 2001   | 3     | 0     |
| 2002   | 2     | 0     |
| 2003   | 2     | 0     |
| 2004   | 3     | 0     |
| Укупно | 23    | 0     |